# Ziua Onoarei
„Ziua Onoarei” (titlu original: „Day of Honor”) este al 3-lea episod din al patrulea sezon al serialului TV american științifico-fantastic Star Trek: Voyager și al 71-lea în total. A avut premiera la 17 septembrie 1997 pe canalul UPN.

## Prezentare
B'Elanna Torres încearcă să respecte sărbătoarea Klingoniană a Zilei Onoarei după ce miezul warp este pierdut.

## Actori ocazionali
- Alexander Enberg - Vorik
- Alan Altshuld - Lumas
- Michael A. Krawic - Rahmin
- Kevin P. Stillwell - Moklor